# Sommerau (Bas-Rhin)
Pour l’article homonyme, voir Sommerau.
Sommerau est, depuis le 1er janvier 2016, une commune nouvelle française située dans la circonscription administrative du Bas-Rhin et, depuis le 1er janvier 2021, dans le territoire de la collectivité européenne d'Alsace, en région Grand Est. Elle est issue du regroupement des quatre communes de Allenwiller, Birkenwald, Salenthal et Singrist.
La création de la nouvelle commune entraîne la transformation des quatre anciennes communes en communes déléguées, dont la création a été entérinée par arrêté du 8 décembre 2015.

## Géographie

### Hydrographie
La commune est dans le bassin versant du Rhin au sein du bassin Rhin-Meuse. Elle est drainée par le ruisseau de la Sommerau, le ruisseau Gras, le ruisseau Klingenhalt et le ruisseau Mittelberbach,.

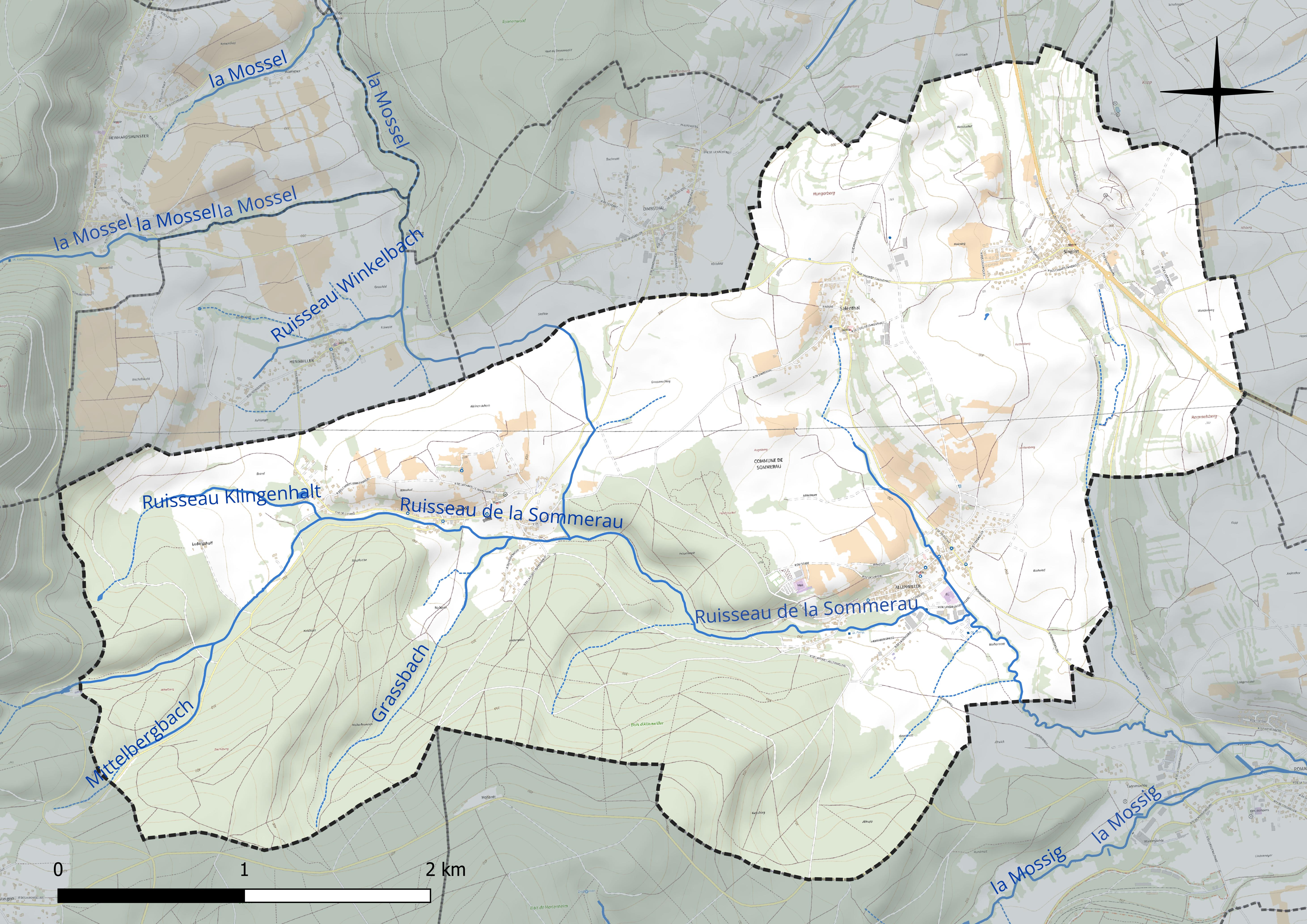
Réseau hydrographique de Sommerau.

### Climat
Pour des articles plus généraux, voir Climat du Grand Est et Climat du Bas-Rhin.
En 2010, le climat de la commune est de type climat des marges montargnardes, selon une étude du Centre national de la recherche scientifique s'appuyant sur une série de données couvrant la période 1971-2000. En 2020, Météo-France publie une typologie des climats de la France métropolitaine dans laquelle la commune est exposée à un climat semi-continental et est dans la région climatique  Vosges, caractérisée par une pluviométrie très élevée (1 500 à 2 000 mm/an) en toutes saisons et un hiver rude (moins de 1 °C). 
Pour la période 1971-2000, la température annuelle moyenne est de 10,1 °C, avec une amplitude thermique annuelle de 17,4 °C. Le cumul annuel moyen de précipitations est de 838 mm, avec 10,7 jours de précipitations en janvier et 10,3 jours en juillet. Pour la période 1991-2020, la température moyenne annuelle observée sur la station météorologique de Météo-France la plus proche, « Wangenbourg_sapc », sur la commune de Wangenbourg-Engenthal à 6 km à vol d'oiseau, est de 9,9 °C et le cumul annuel moyen de précipitations est de 1 131,8 mm. 
La température maximale relevée sur cette station est de 36,4 °C, atteinte le 25 juillet 2019 ; la température minimale est de −16,9 °C, atteinte le 7 février 2012,,. 
Les paramètres climatiques de la commune ont été estimés pour le milieu du siècle (2041-2070) selon différents scénarios d'émission de gaz à effet de serre à partir des nouvelles projections climatiques de référence DRIAS-2020. Ils sont consultables sur un site dédié publié par Météo-France en novembre 2022.

## Urbanisme

### Typologie
Au 1er janvier 2024, Sommerau est catégorisée commune rurale à habitat dispersé, selon la nouvelle grille communale de densité à sept niveaux définie par l'Insee en 2022. Elle est située hors unité urbaine. Par ailleurs la commune fait partie de l'aire d'attraction de Strasbourg (partie française), dont elle est une commune de la couronne,. Cette aire, qui regroupe 268 communes, est catégorisée dans les aires de 700 000 habitants ou plus (hors Paris),.

## Politique et administration
| Période      | Période  | Identité      | Étiquette | Qualité                                            |
| ------------ | -------- | ------------- | --------- | -------------------------------------------------- |
| janvier 2016 | mai 2020 | Roger Muller  | DVD       | Retraité Ancien maire d'Allenwiller                |
| mai 2020     | En cours | Bruno Lorentz | SE        | Ancien premier adjoint Maire délégué de Birkenwald |

| Nom                 | Code Insee | Intercommunalité                  | Superficie (km2) | Population (dernière pop. légale) | Densité (hab./km2) |
| ------------------- | ---------- | --------------------------------- | ---------------- | --------------------------------- | ------------------ |
| Allenwiller (siège) | 67004      | CC du Pays de Marmoutier-Sommerau | 5,96             | 535 (2013)                        | 90                 |
| Birkenwald          | 67041      | CC du Pays de Marmoutier-Sommerau | 5,12             | 283 (2013)                        | 55                 |
| Salenthal           | 67431      | CC du Pays de Marmoutier-Sommerau | 1,34             | 246 (2013)                        | 184                |
| Singrist            | 67469      | CC du Pays de Marmoutier-Sommerau | 3,54             | 402 (2013)                        | 114                |

## Lieux et monuments
- Église Saint-Louis de Birkenwald.
- Église protestante Saint-Michel d'Allenwiller.